# Светлое будущее
Светлое будущее — религиозное, философское и идеологическое понятие, отражающее стремления человечества попасть в (либо построить) идеальное общество (оно в чём-то противопоставляемо понятию Царства Небесного), которое с одинаковым успехом используют в своем дискурсе и религиозные люди, и атеисты.

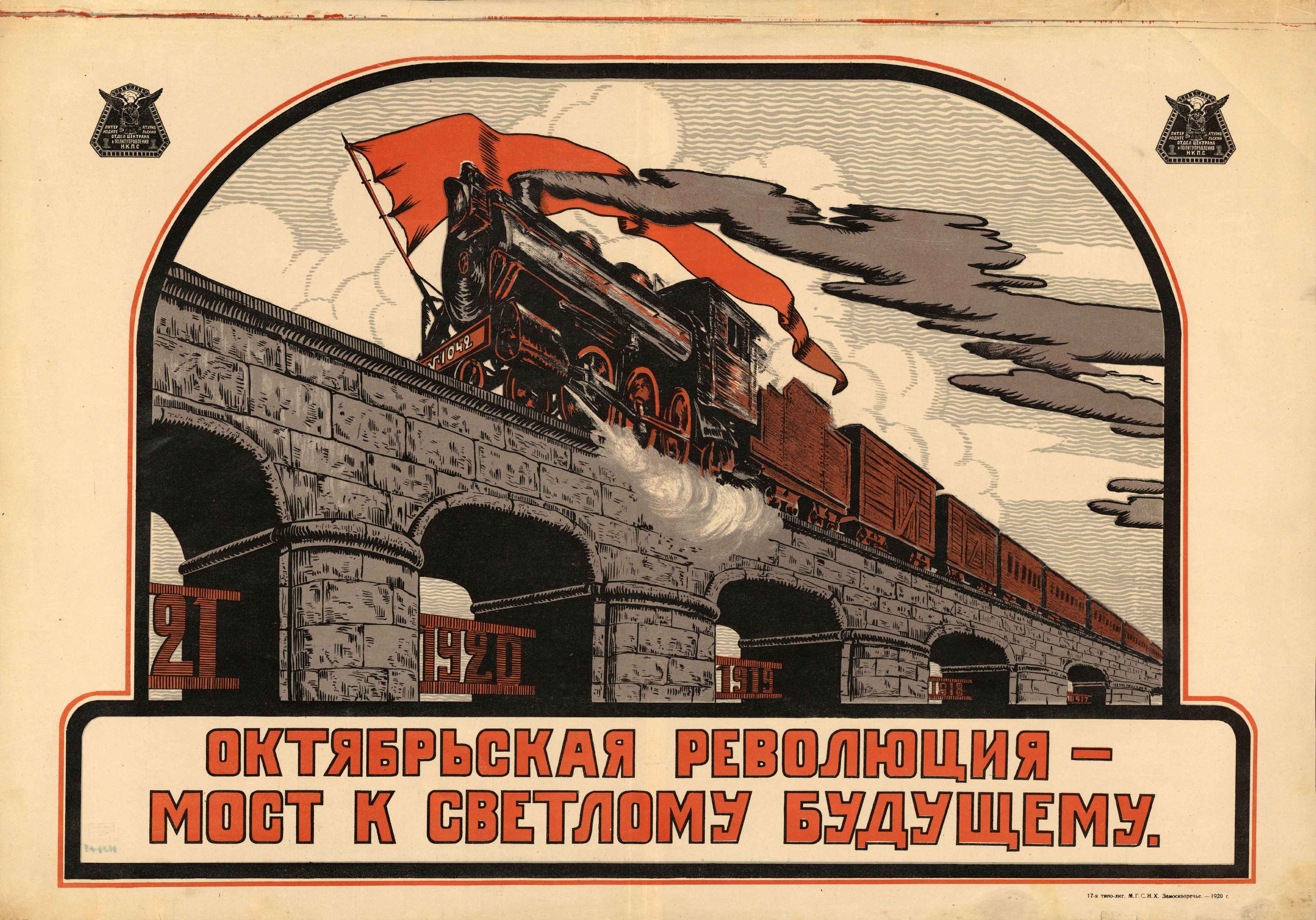
Советский плакат 1920 года с образным сравнением Октябрьской революции с мостом в светлое будущее

В XX веке понятие активно употреблялось в странах Европы, в том числе в России (бывшей Российской империи, впоследствии Советском Союзе), как идеологами, философами, политиками, так и рядовыми гражданами для изложения самых разных взглядов, теорий и идеологий, в том или ином контексте.
Понятие активно использовалось в советское время (см. коммунистическая идеология).